# 华特迪士尼公司
华特迪士尼公司（英語：The Walt Disney Company）又称迪士尼公司，简称迪士尼、迪斯尼，是美国一家多元化跨国媒体集团，其总部位于加利福尼亚州伯班克，由华特·迪士尼和洛伊·迪士尼于1923年10月16日建立的“迪士尼兄弟卡通制片厂”（Disney Brothers Cartoon Studio）為其起始基礎。随后迪士尼发展成为全美领先的动画电影制作公司，同时也开始涉足真人影视剧制作及主题公园等行业。迪士尼后续还使用过“华特迪士尼制片厂”（The Walt Disney Studio）、“华特迪士尼制作公司”等名字，直到1986年才采用现名。现今华特迪士尼公司已经扩大了其经营范围，并专注于戏剧、广播、音乐、出版及网络媒体，主要競爭對手有好萊塢五大電影巨頭公司，華納媒體和探索公司合併的華納兄弟探索及康卡斯特所掌控的NBC環球，更聘請多名专业律师以保护公司的知识产权。
华特迪士尼公司旗下业务包括：主题乐园、体验和消费品部，媒体和娱乐发行部门，以及三大内容板块——影业、大众娱乐、体育——共同专注于为直接服务消费者平台、影院和有线平台开发制作内容。该公司以其旗下电影公司的作品而知名於世，华特迪士尼影业集团是美国当今规模最大、最著名的电影制片公司之一。华特迪士尼公司拥有并运营着美国主流电视网之一的美国广播公司，还拥有着迪士尼频道、娱乐与体育节目电视网、艺术与娱乐电视网、Freeform、FX和国家地理等有线电视网，并在全球拥有其授权的14家主题公园。
华特迪士尼公司从1991年5月6日开始成为道琼斯工业平均指数的成分股之一。出自该公司经典动画片的卡通形象米老鼠一直是该公司的主要标志和吉祥物。

## 公司历史/大事记

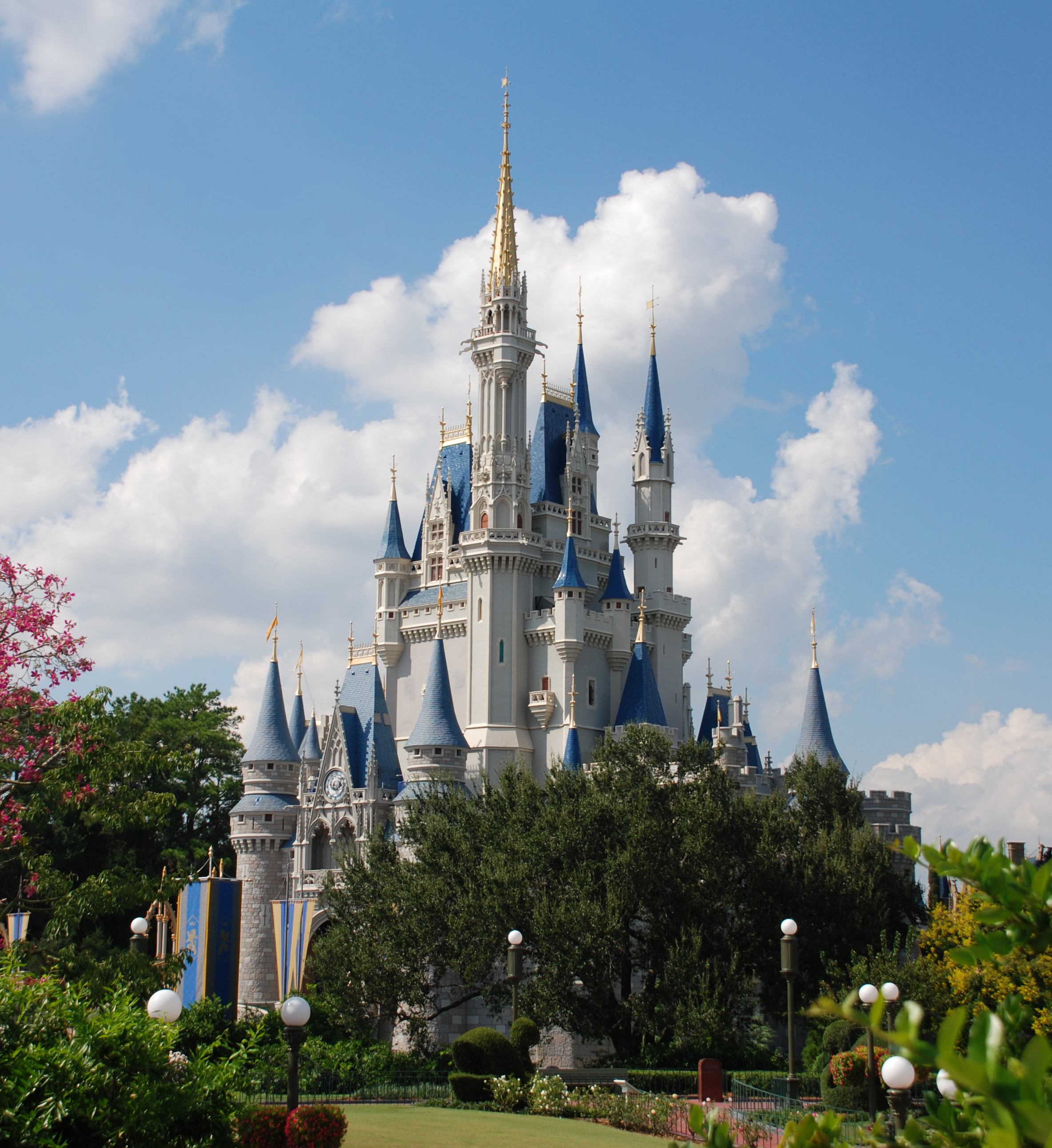
美國佛州迪士尼樂園的灰姑娘城堡

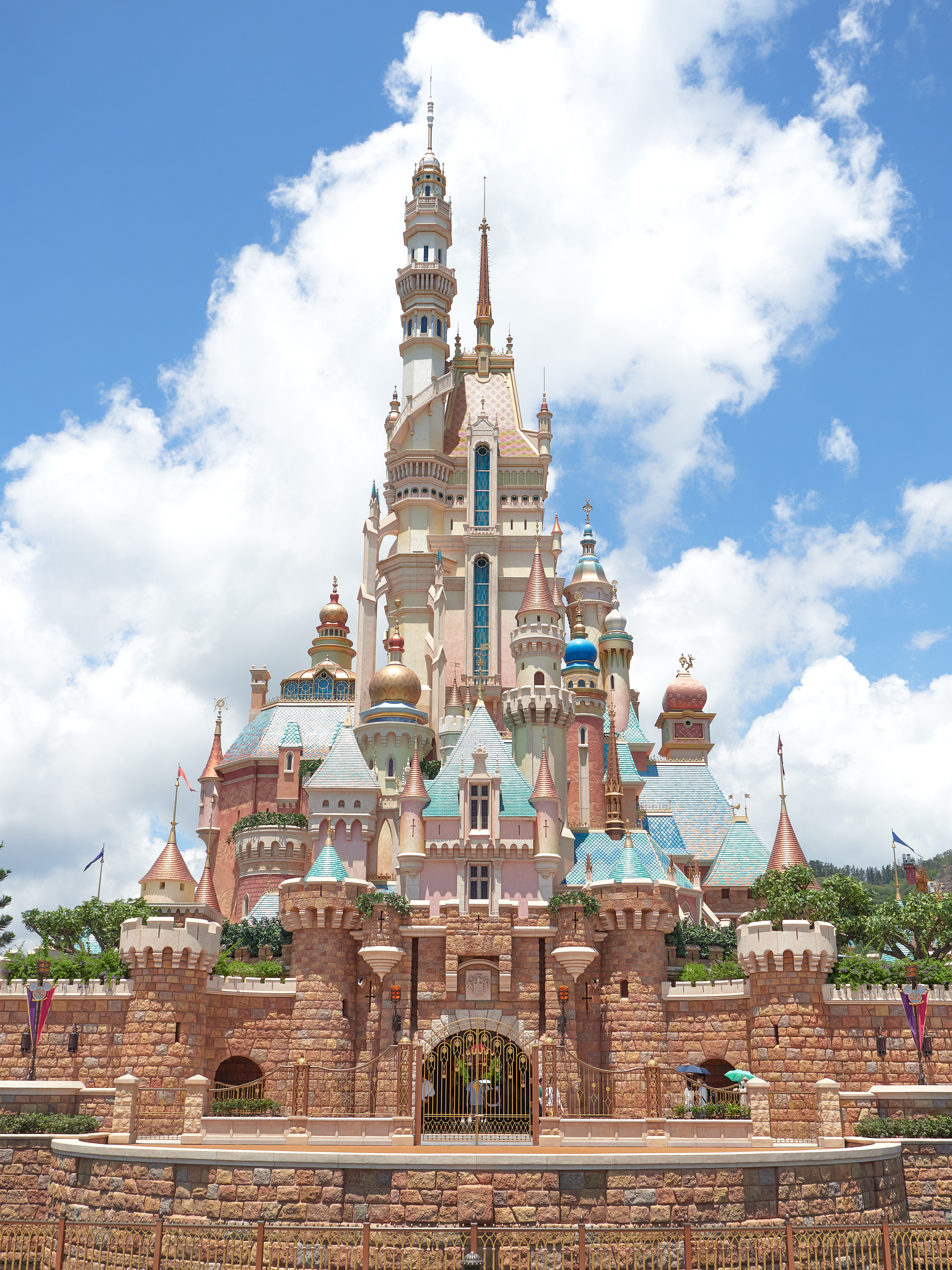
香港迪士尼樂園的奇妙夢想城堡

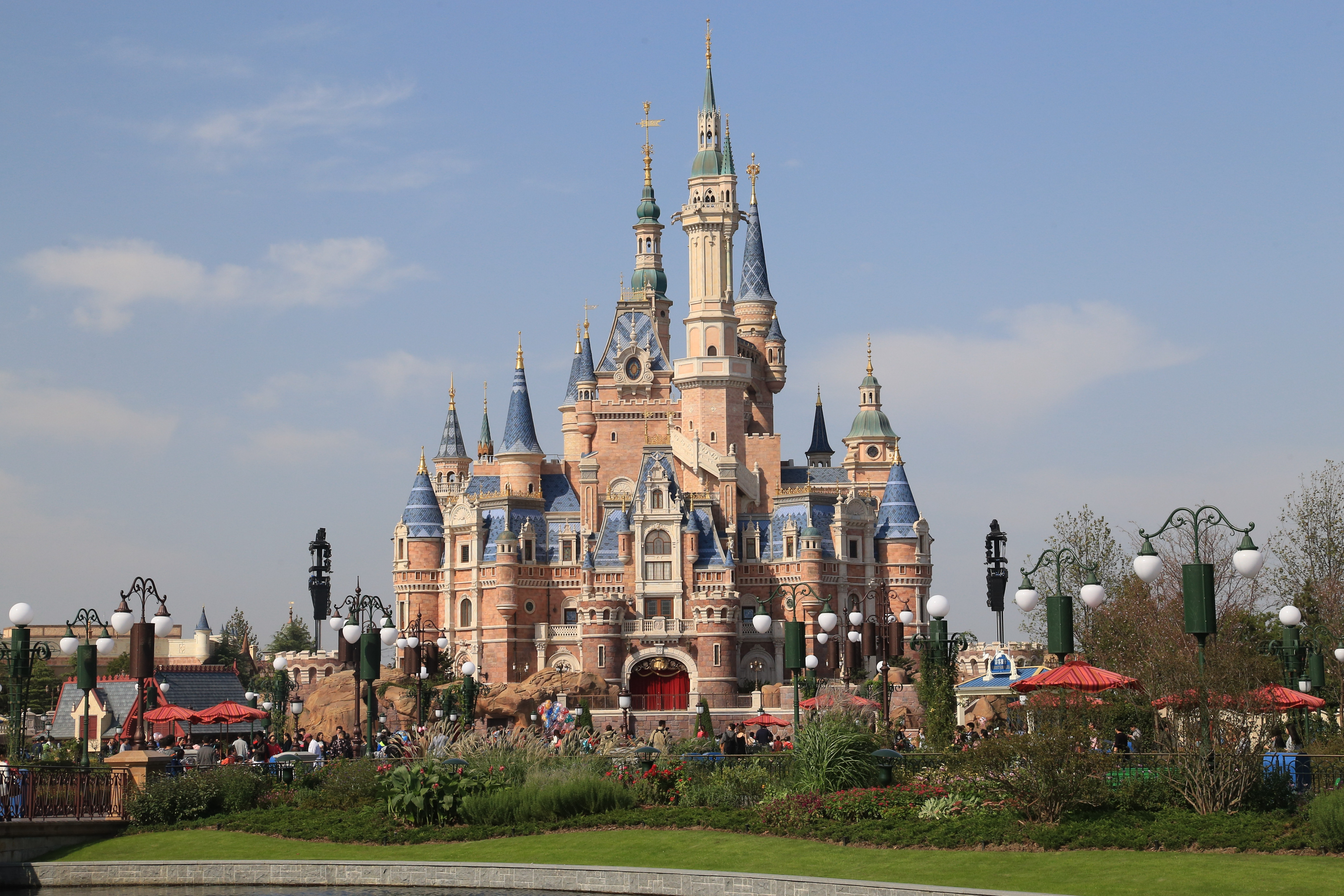
中國上海迪士尼乐园的奇幻童话城堡

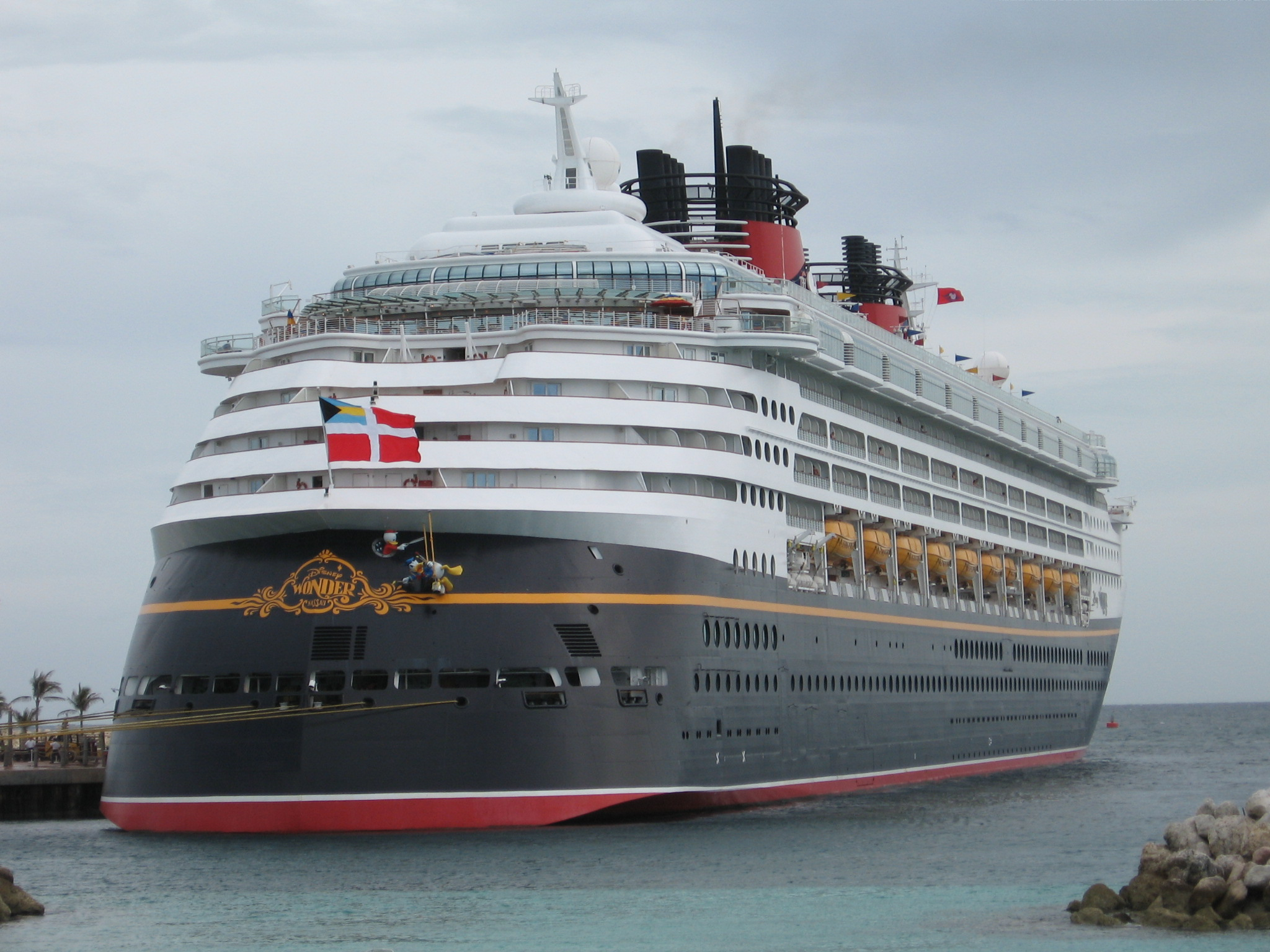
迪士尼郵輪

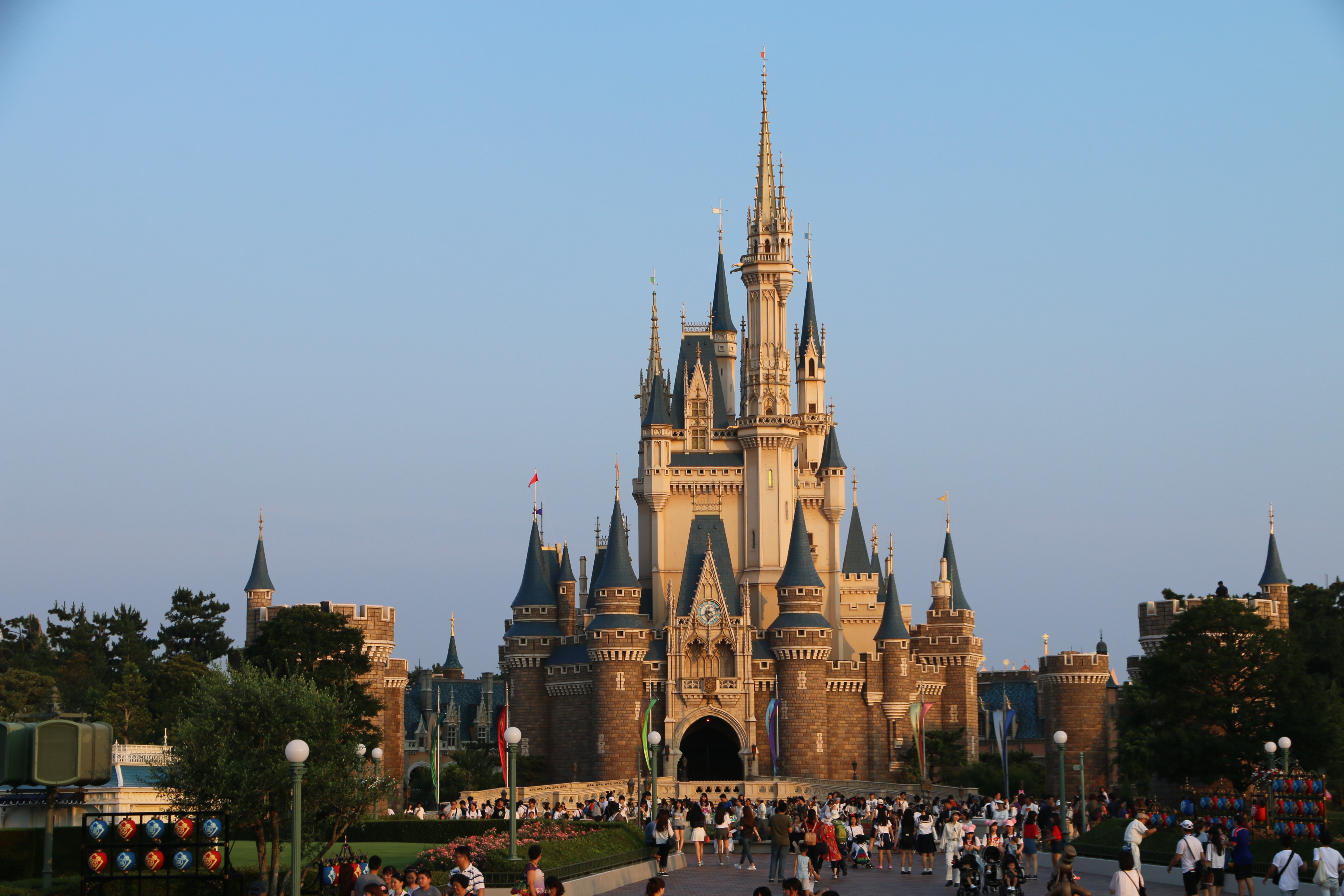
日本東京迪士尼樂園的灰姑娘城堡

### 1923-1939
- 華特·迪士尼和哥哥洛伊·O·迪士尼在1923年10月16日創辦原始資本額3200美金的「迪士尼兄弟工作室」（Disney Brothers Studio），製作《愛麗絲喜劇系列》。
- 於1926年更名为「华特·迪士尼工作室」（Walt Disney Studio）。
- 1927年，《愛麗絲喜劇系列》結束，华特获得动画片《奧斯華幸運兔》合約。
- 1928年，华特失去了《奧斯華》的合約，史上第一部有声卡通片《汽船威利号》問世，由米奇老鼠主演。
- 1929年，第一部《糊塗交響樂》（Silly Symphony）：骷髏舞。
- 1929年，進行企業重組，並更名為「華特迪士尼製作公司」(Walt Disney Productions)。
- 1930年，布鲁托首次出現。
- 1932年，史上第一部三調系統彩色影片的短片《花与树》發行；首度呈現卡通人物高飞狗。
- 1934年，唐老鸭首次出現。
- 1937年，史上第一部彩色电影《白雪公主》問世。

### 1940-1966
- 1940年，公司搬迁到加州伯班克至今。
- 1941年，迪士尼漫画家罢工，因为当时美国卷入第二次世界大戰，公司开始为政府制作鼓舞士气的宣传片。
- 1943年，战时宣传的动画《元首的面孔》获得奥斯卡最佳动画短片奖。
- 1944年，公司资金短缺，《白雪公主》成功演出剧院版，为公司解决了经济上的燃眉之急。从此后将动画片在剧院重演成为一种新的模式。
- 1945年，工作室破天荒第一次雇用一名真人演員演出影片，該名演員為詹姆士·巴斯克特（英语：James Baskett），在電影《南方之歌》中飾演Uncle Remus。
- 1949年，工作室開始生產他們第一部全由真人演出的影片《金银岛》;廣受歡迎的真實世界歷險記（英语：True-Life Adventures）系列於此開始。
- 1954年，工作室成立了「博偉公司」參與電影事業，並開始了《華特迪士尼精選系列（英语：Walt Disney anthology series）》的電視節目。
- 1955年，位於加州阿纳海姆的首座迪士尼乐园建成並开放。
- 1959年，和日本任天堂合作，以生產迪士尼卡通形象的撲克牌展開全球性銷售，這個合作使得任天堂於一年內售出最少60萬張紙牌。
- 1961年，工作室取得了《小熊维尼》的所有權，此角色持續至今仍能創造高額的獲利，因此博偉發行公司全球分部「博偉國際」成立。
- 1964年，为筹建华特迪士尼世界，公司在佛罗里达州的奥兰多附近购买土地。
- 1966年，華特·迪士尼病逝，洛伊·O·迪士尼接掌公司。

### 1967-1984
- 1967年，华特迪士尼世界，簽訂法律條約開始建造政府的建築。（請見佛羅里達州中部旅遊監督區）
- 1971年，位於奥兰多的华特迪士尼世界建成开放，开放3個月後洛伊·O·迪士尼病逝。
- 1977年，洛伊·E·迪士尼，（洛伊·O·迪士尼之子，华特·迪士尼的侄子）因為在位期間作品品質降低而辭去職位。
- 1978年，工作室將數個小型影片發行權給了美國MCA Discovision（英语：MCA Discovision）發行鐳射影碟，以往只能在電視頻道上看卡通的曝光方式，至此看到了更多生意上的可能性。
- 1979年，唐·布魯斯（Don Bluth）與他的一群伙伴們離開了卡通製作的部門。工作室則發行了第一部的輔導級（PG-rated）影片《黑洞（英语：The Black Hole (1979 film)）》
並宣布加入美國電影協會。
- 1980年，湯姆·威爾希特（Tom Wilhite）成為電影部門的主管，傾向將工作室的產品風格製作的更為現代化。家庭錄影帶部門也在這年創立。
- 1981年，宣布有线电视网络计划。
- 1982年，艾波卡特（Epcot）在华特迪士尼世界開幕。
- 1983年，隨著《华特迪士尼精選系列》停播，迪士尼频道(Disney Channel)開始在美國有線系統開始運作。同年，湯姆·威爾希特亦辭去了職位。亞洲首座迪士尼乐园：東京迪士尼樂園亦於同年在日本千葉縣開幕。
- 1984年，试金石影片創立。在勉強的逃過了索爾·斯坦伯格的全面收購計畫之後，洛伊·E·迪士尼和他的生意伙伴斯坦利·戈爾德（英语：Stanley Gold）當下更換了董事會的陣容，並以麥可·艾斯納、傑佛瑞·卡森伯格和弗蘭克·威爾斯（英语：Frank Wells）來取代。

### 1985-1999
- 1985年，开始为电视制作卡通，发行录像带版《木偶奇遇记》大获成功。
- 1986年，子公司试金石影片發行第一部R級電影。短篇動畫系列亦在同年復活，公司名稱亦於2月6日改為「華特迪士尼公司」。
- 1989年，迪士尼提議買下吉姆·亨森的]布偶家族（英语：The Muppets），並將其下的操偶師納入迪士尼。同年，迪士尼-米高梅製片廠在华特迪士尼影片開幕。
- 1990年，吉姆·亨森去世導致購買其持股的計畫擱置，其精選系列的推出再度被取消。
- 1992年，具有争议的欧洲迪士尼乐园在法國巴黎以东23公里处的巴黎市郊马恩河谷镇开幕。
- 1993年，迪士尼買下「米拉麦克斯影片」。《小熊维尼》的商品銷售首度超越《米奇老鼠》。同年，定期重新上映各戲劇作品的計畫在本年度發行了《白雪公主》之後告終，但是在錄影帶的重新發行計畫卻增加了。
- 1994年，Frank Wells死于直升机坠毁意外。同年，Jeffrey Katzenberg為了籌畫自己的工作室「梦工厂亅而辭去了工作。
- 1995年，十月雇用好萊塢超級經理人邁克爾·奧維茨（Michael Ovitz）為執行長。
- 1996年，公司使用了「Disney Enterprises」這個名稱，並且買下了美国广播公司與Jumbo Pictures。併購美國廣播公司（ABC）也為迪士尼帶來了ESPN，此時ESPN正是美國廣播公司的子公司。在同年的12月總裁邁克爾·奧維茨在"雙方同意"的情況下離開了公司。
- 1997年，精選系列再度重新演出，家庭錄影帶的部門發行了第一部的DVD。Playhouse Disney在5月8日開始在美國有線系統開始運作。
- 1998年，华特迪士尼世界的迪士尼动物王国園區开放。

### 21世紀
- 2001年：迪士尼電視頻道的所有權，曾因收費問題而被時代華納有線系統暫時拉下。迪士尼的加州冒險樂園開幕。迪士尼发行了华特·迪士尼珍藏版DVD套装。
- 2002年：迪士尼公司與日本電子遊戲公司史克威爾（現稱史克威爾艾尼克斯）合作開發首部作品《王國之心》，至今仍有續作。
- 2003年：洛伊·E·迪士尼再度辭去卡通部門主管與董事會職位，原因和先前那些已經困擾他二十六年的問題類似。接著導演Stanley Gold跟著他離職。他們成立了拯救迪士尼以增加大眾對於趕走Michael Eisner的壓力。
- 2003年：《加勒比海盗》成為迪士尼的第一部评为PG-13的影片。
- 2004年：
  - 与皮克斯的首次谈判失败；迪士尼宣布他們將要把迪士尼动画片场的作品都改成電腦動畫製作。
  - 宣布关闭佛罗里达电影动画部[參⁠ 9]。
  - 康卡斯特動用六百六十億美元的標價想主動買下华特迪士尼公司（最後在4月份撤销），後來發現其主要目標為最賺錢的ESPN運動業務。
  - 購買Muppet（英语：Muppet）傀儡劇團版權（不包括芝麻街裏面的傀儡布偶角色）。
  - 《沙漠奇兵》是第二部由華特迪士尼影業發行的PG-13影片，但是后来改由试金石影片发行。
  - 43%的公司股东对Michael Eisner投不信任票，Eisner的董事长职务被革除（但保留了執行長职务），乔治·米切尔继任其原先的工作。
- 2005年：香港迪士尼樂園度假區於香港開幕。
- 2006年：
  - 迪士尼以74億美元收購皮克斯，成為公司的一部分。
  - 《奧斯華》版權回歸迪士尼公司。
- 2009年：
  - 11月4日與上海市人民政府達成協議，批准在上海浦東興建迪士尼樂園，首期工程預期於最快2014年落成。
  - 12月31日以42.4億美元收購漫威娛樂。
  - 推出著名Wii電玩遊戲《Epic Mickey》，米奇老鼠和幸運兔奧斯華首次合作，成為電玩界的兄弟檔英雄。
- 2012年：
  - 10月31日迪士尼斥40.5億美元（約315.9億港元）從始創人喬治盧卡斯（George Lucas）手上收購盧卡斯影業，一半以現金支付，交易完成時發行大約4000萬股股票。完成收購後，魯卡斯電影的大股東喬治盧卡斯，將持有2.2%的迪士尼股份。 盧卡斯影業擁有《星球大戰》（Star Wars）等系列的電影及電視作品。
  - 推出Wii電玩遊戲《Epic Mickey 2: The Power of Two》。
- 2013年：
  - 5月6日迪士尼宣佈把《星球大战》遊戲的開發權給予艺电（EA），期限为10年。
- 2014年：
  - 3月24日迪士尼斥資5億美元收購在YouTube播放的視頻製作網絡Maker Studio，若該公司達到一定點擊量，售價則可升至9.5億美元。
- 2016年：
  - 6月16日上海迪士尼度假區於上海浦東新區開幕。
- 2017年：
  - 7月27日華特迪士尼幻想工程（International Ambassador）全球代表，斯克拉爾（Martin A. Sklar），在荷里活家中病逝，享年83歲。
  - 8月8日斥资15.8亿美元收购BAMTech 42%的股份，加上去年收购的33%股份，迪士尼将总共持有BAMTech75%股份。
  - 2017年12月14日，華特迪士尼公司以0.2745股股份換1股21世紀福斯股份，每股交易作價相當於29.54美元斥資524億美元收購21世紀福斯旗下有線電視及影視業務，包括影視製作公司、地區體育網絡、福斯傳媒集團、FX頻道以及國家地理頻道、星空傳媒 (印度)等等，亦取得福斯持有的Hulu30%與英國天空廣播39.14%股份。此外，迪士尼還會承擔21世紀福斯的137億美元淨債務，這項交易在21世紀福斯分出其保有的業務後即完成[參⁠ 10][參⁠ 11][參⁠ 12]。
- 2018年：
  - 2018年6月20日迪士尼將收購21世紀福斯資產的價格提高至每股38美元，總價約達713億美元現金加股票。
  - 2018年6月28日華特迪士尼以713億美元收購21世紀福斯資產交易，獲得美國反壟斷審批，美國司法部表示，迪士尼同意出售21世紀福斯22個地區體育頻道，以解決司法部對有關交易可能令體育節目漲價的憂慮。
  - 2018年10月4日21世紀福斯以151億美元出售持有的英國天空公司（Sky）39.1%股權給康卡斯特。
- 2019年：
  - 2019年3月20日，與21世紀福斯併購正式完成，成為華特迪士尼公司子公司。
  - 2019年5月3日，全美最大的電視集團，辛克萊廣播集團（Sinclair Broadcast Group Inc.）以96億美元收購華特迪士尼公司21個地區體育網絡和福斯大學體育頻道，該網路擁有7400萬訂閱用戶，2018年收入38億美元。電視網將成為辛克萊全新子公司 Diamond Sports Group 旗下資產，該公司將獲得 Entertainment Studios CEO Byron Allen 成為股權和內容合作夥伴。
  - 2019年8月30日，迪士尼以34.7億美元出售旗下YES Network80%股份給由亞馬遜公司持股15%，辛克萊廣播持股20%，洋基全球企業集團持股26%和紅鳥資本（Redbird Capital）等組成的財團
- 2022 年：
  - 2022年3月11日，因應俄羅斯入侵烏克蘭，迪士尼公司發表聲明說：「鑑於俄羅斯對烏克蘭發動無情攻擊與人道危機不斷升高，我們正採取措施暫停在俄羅斯的業務包括內容和產品授權、豪華郵輪活動、國家地理雜誌（National Geographic）及旅遊、在地內容製作和線性頻道等。」[參⁠ 13]
  - 2022年11月20日，在查佩克因盈利表现不佳和一系列不受其他高管欢迎的决定而被解雇后，艾格接受了迪士尼首席执行官的职位。[參⁠ 14]董事会宣布艾格将任职两年，其任务是制定新的增长战略并帮助确定继任者。
- 2023年：
  - 2023年2月，迪士尼宣布将削减55亿美元成本，其中包括裁减7,000个工作岗位，占员工总数的3%。迪士尼计划重组为三个部门：娱乐部门、ESPN 部门以及公园、体验和产品部门。[參⁠ 15]
  - 2023年，迪士尼启动了“奇迹100年”活动，庆祝公司成立一百周年。其中包括华特迪士尼影业部门的新动画百年纪念标志介绍、巡回展览、公园特别活动以及第五十七届超级碗 (Super Bowl LVII) 期间播出的广受好评的纪念广告。[參⁠ 16][參⁠ 17]

## 公司部門
华特迪士尼公司通过四个主要业务部门来运营，它们被称之为“业务块（Business Segments）”：影视娱乐（Studio Entertainment），其主要业务包括华特迪士尼影业集团在内的影视制作及发行、音乐唱片厂牌和戏剧部门等；酒店及度假村，其主要业务包括主题公园、游轮和其他旅游相关资产；传媒网络，其主要业务包括电视相关；消费产品与互动媒体，其主要业务包括基于迪士尼相关产业的玩具、服装及其他周边商品的生产，此外还包括迪士尼的互联网、手机、社交媒体、虚拟世界和电脑游戏业务。 其中三个主要业务板块由迪士尼董事长负责，而消费产品与互动媒体则由迪士尼总裁负责。漫威娱乐目前直接向首席执行官负责，但是其业务分别归属影视娱乐和消费产品两个板块。 制作者工作室（Maker Studio）的业绩也是分别归属影视娱乐和传媒网络。
华特迪士尼公司的主要娱乐资产包括：华特迪士尼影业集团、迪士尼音乐集团、迪士尼戏剧集团、迪士尼ABC电视集团、迪士尼电台、娱乐与体育节目电视网、迪士尼互动、迪士尼消费产品与互动媒体、迪士尼印度、布偶工作室、漫威娱乐、UTV软件传播和制作者工作室。
迪士尼的酒店及相关多元化控股企业包括：华特迪士尼乐园及度假区（包含洛杉矶迪士尼乐园度假区、奥兰多华特·迪士尼世界度假区、迪士尼邮轮、迪士尼度假俱乐部和夏威夷奥兰尼度假村）、東京迪士尼度假區、巴黎迪士尼樂園度假區、香港迪士尼樂園度假區和上海迪士尼度假區。

### 迪士尼传媒网
迪士尼传媒网络是华特迪士尼公司的业务板块和主要部门之一，其运营范围包括公司旗下的无线电视网、有线电视频道以及电视内容的制作与发行。同时迪士尼传媒网络还管理着华特迪士尼公司与赫斯特传媒联合投资的艺术娱乐电视网和娱乐与体育节目电视网。该部门是华特迪士尼公司旗下唯一一家由两名管理着“联席领导”的部门，这两个负责人管理着娱乐与体育节目电视网和迪士尼ABC电视集团。

### 迪士尼樂園、體驗與產品
前身為“迪士尼樂園與度假區”部门，负责统合迪士尼旗下所有主题公园与度假区的所有权和管理。2018年3月，隨著“迪士尼消費產品與互動媒體”部門的併入，更為現名。

### 迪士尼影视娱乐
迪士尼影视娱乐部门负责统合和管理公司以下子公司：迪士尼影业、迪士尼动画、皮克斯、迪士尼音乐集团、迪士尼戏剧集团、迪士尼卡通工作室、二十世纪福斯影业、福斯探照灯影业、漫威影业、迪士尼自然和卢卡斯影业。

### 迪士尼消费产品与互动媒体
迪士尼消费产品与互动媒体部门负责管理迪士尼公司旗下的消费产品及互动媒体，例如：迪士尼全球出版、迪士尼商店、迪士尼数字网络（Disney Digital Networks）和Disney+。已於2018年3月併入迪士尼直效行销与国际。

### 20th Television Animation
2021年3月，迪士尼宣布成立新部门——20th Television Animation，该部门将专注于成人动画（此指的是非兒童面向的動畫作品）。

## 公司管理层

### 董事长
华特·迪士尼在1960年宣布放弃他的董事长（Chairman）职务，而是更多地关心公司创意方面的工作，他成为“公司所有作品的责任执行制片人”。四年后，洛伊·O·迪士尼恢复并接任了董事长职务。
- 华特·迪士尼（1945年－1960年）
- 洛伊·O·迪士尼（1964年－1971年）
- 栋恩·塔图姆（英语：Donn Tatum）（1971年－1980年）
- 卡德·沃克（英语：Card Walker）（1980年－1983年）
- 雷蒙德·沃森（英语：Raymond Watson）（1983年－1984年）
- 迈克·艾斯纳（1984年－2004年）
- 乔治·米切尔（2004年－2006年）
- 小约翰·佩珀（英语：John E. Pepper Jr.）（2007年－2012年）
- 罗伯特·艾格（2012年-2021年）
- 苏珊·阿诺德（2021年至今）

### 副董事长
- 洛伊·E·迪士尼（1984年－2003年）
- 桑福德·里维克（Sanford Litvack）（1999年－2000年）联席副董事长

### 总裁
- 华特·迪士尼（1923年－1945年）
- 洛伊·O·迪士尼（1945年－1966年）
- 栋恩·塔图姆（英语：Donn Tatum）（1966年－1971年）
- 卡德·沃克（英语：Card Walker）（1971年－1977年）
- 罗恩·米勒（英语：Ron W. Miller）（1978年－1983年）
- 弗兰克·威尔斯（英语：Frank Wells）（1984年－1994年）
- 迈克尔·奥维兹（1995年－1997年）
- 罗伯特·艾格（2000年－2012年）
- 2012-2020 空缺

### 首席执行官
- 洛伊·O·迪士尼（1929年－1971年）
- 栋恩·塔图姆（英语：Donn Tatum）（1971年－1976年）
- 卡德·沃克（英语：Card Walker）（1977年－1983年）
- 罗恩·米勒（英语：Ron W. Miller）（1983年－1984年）
- 迈克·艾斯纳（1984年－2005年）
- 罗伯特·艾格（2005年－2020年，2022年至今）
- 鮑伯·查佩克（2020年－2022年）

### 首席运营官
- 弗兰克·威尔斯（英语：Frank Wells）（1984年－1994年）
- 桑福德·里维克（Sanford Litvack）（1997年－1999年）[參⁠ 25]
- 罗伯特·艾格（2000年－2005年）
- 托马斯·斯塔格斯（英语：Thomas O. Staggs）（2015年－2016年 ）

## 财务数据

### 营业额
| 年份   | 影视娱乐 | 消费产品 | 互动娱乐 | 旅游度假 | 电视传媒 | 合计   |
| ------ | -------- | -------- | -------- | -------- | -------- | ------ |
| 1991年 | 2,593    | 724      |          | 2,794    |          | 6,111  |
| 1992年 | 3,115    | 1,081    |          | 3,306    |          | 7,502  |
| 1993年 | 3,673    | 1,415    |          | 3,440    |          | 8,529  |
| 1994   | 4,793    | 1,798    |          | 3,463    | 359      | 10,414 |
| 1995   | 6,001    | 2,150    |          | 3,959    | 414      | 12,525 |
| 1996   | 10,095   | 10,095   |          | 4,502    | 4,142    | 18,739 |
| 1997   | 6,981    | 3,782    | 174      | 5,014    | 6,522    | 22,473 |
| 1998   | 6,849    | 3,193    | 260      | 5,532    | 7,142    | 22,976 |
| 1999   | 6,548    | 3,030    | 206      | 6,106    | 7,512    | 23,402 |
| 2000   | 5,994    | 2,602    | 368      | 6,803    | 9,615    | 25,402 |
| 2001   | 7,004    | 2,590    |          | 6,009    | 9,569    | 25,790 |
| 2002   | 6,465    | 2,440    |          | 6,691    | 9,733    | 25,360 |
| 2003   | 7,364    | 2,344    |          | 6,412    | 10,941   | 27,061 |
| 2004   | 8,713    | 2,511    |          | 7,750    | 11,778   | 30,752 |
| 2005   | 7,587    | 2,127    |          | 9,023    | 13,207   | 31,944 |
| 2006   | 7,529    | 2,193    |          | 9,925    | 14,368   | 34,285 |
| 2007   | 7,491    | 2,347    |          | 10,626   | 15,046   | 35,510 |
| 2008   | 7,348    | 2,415    | 719      | 11,504   | 15,857   | 37,843 |
| 2009   | 6,136    | 2,425    | 712      | 10,667   | 16,209   | 36,149 |
| 2010   | 6,701    | 2,678    | 761      | 10,761   | 17,162   | 38,063 |
| 2011   | 6,351    | 3,049    | 982      | 11,797   | 18,714   | 40,893 |
| 2012   | 5,825    | 3,252    | 845      | 12,920   | 19,436   | 42,278 |
| 2013   | 5,979    | 3,555    | 1,064    | 14,087   | 20,356   | 45,041 |
| 2014   | 7,278    | 3,985    | 1,299    | 15,099   | 21,152   | 48,813 |
| 2015   | 7,366    | 4,499    | 1,174    | 16,162   | 23,264   | 52,465 |
| 2016   | 9,441    | 5,528    | 5,528    | 16,974   | 23,689   | 55,632 |
| 2017   | 8,379    | 4,833    | 4,833    | 18,415   | 23,510   | 55,137 |
| 2018   | 9,987    | 4,651    | 4,651    | 20,296   | 24,500   | 59,434 |

1. ↑  迪士尼互动传媒集团，2008年由华特迪士尼互联网集团与迪士尼互动工作室（英语：Disney Interactive Studios）合并而成。
2. ↑  Following the purchase of ABC
3. ↑   R:

### 净收入
| Year | 影視娛樂 | 消费产品 | 互动娱乐 | 旅游度假 | 电视传媒 | Total  |
| ---- | -------- | -------- | -------- | -------- | -------- | ------ |
| 1991 | 318      | 229      |          | 546      |          | 1,094  |
| 1992 | 508      | 283      |          | 644      |          | 1,435  |
| 1993 | 622      | 355      |          | 746      |          | 1,724  |
| 1994 | 779      | 425      |          | 684      | 77       | 1,965  |
| 1995 | 998      | 510      |          | 860      | 76       | 2,445  |
| 1996 | 1,596    | 1,596    | −300     | 990      | 747      | 3,033  |
| 1997 | 1,079    | 893      | −56      | 1,136    | 1,699    | 4,312  |
| 1998 | 769      | 801      | −94      | 1,288    | 1,746    | 3,231  |
| 1999 | 116      | 607      | −93      | 1,446    | 1,611    | 3,231  |
| 2000 | 110      | 455      | −402     | 1,620    | 2,298    | 4,081  |
| 2001 | 260      | 401      |          | 1,586    | 1,758    | 4,214  |
| 2002 | 273      | 394      |          | 1,169    | 986      | 2,826  |
| 2003 | 620      | 384      |          | 957      | 1,213    | 3,174  |
| 2004 | 662      | 534      |          | 1,123    | 2 169    | 4,488  |
| 2005 | 207      | 543      |          | 1,178    | 3,209    | 5,137  |
| 2006 | 729      | 618      |          | 1,534    | 3,610    | 6,491  |
| 2007 | 1,201    | 631      |          | 1,710    | 4,285    | 7,827  |
| 2008 | 1,086    | 778      | −258     | 1,897    | 4,942    | 8,445  |
| 2009 | 175      | 609      | −295     | 1,418    | 4,765    | 6,672  |
| 2010 | 693      | 677      | −234     | 1,318    | 5,132    | 7,586  |
| 2011 | 618      | 816      | −308     | 1,553    | 6,146    | 8,825  |
| 2012 | 722      | 937      | −216     | 1,902    | 6,619    | 9,964  |
| 2013 | 661      | 1,112    | −87      | 2,220    | 6,818    | 10,724 |
| 2014 | 1,549    | 1,356    | 116      | 2,663    | 7,321    | 13,005 |
| 2015 | 1,973    | 1,752    | 132      | 3,031    | 7,793    | 14,681 |
| 2016 | 2,703    | 1,965    | 1,965    | 3,298    | 7,755    | 15,721 |
| 2017 | 2,355    | 1,744    | 1,744    | 3,774    | 6,902    | 14,775 |
| 2018 | 2,980    | 1,632    | 1,632    | 4,469    | 6,625    | 15,706 |

1. 1 2  亦可命名为“电影”
2. 1 2 3 4  1996年后合并到创意内容。
3. 1 2  华特迪士尼互联网集团（1997年－2000年），后合并至迪士尼传媒网。
4. 1 2  1994年－1996年广播
5. ↑  Disney Interactive Media Group, merge of WDIG and Disney Interactive Studios
6. ↑  Not linked to WDIG, Disney reported a $300M loss due to financial modification regarding real estate
7. ↑   N: